# 立川バス福生営業所

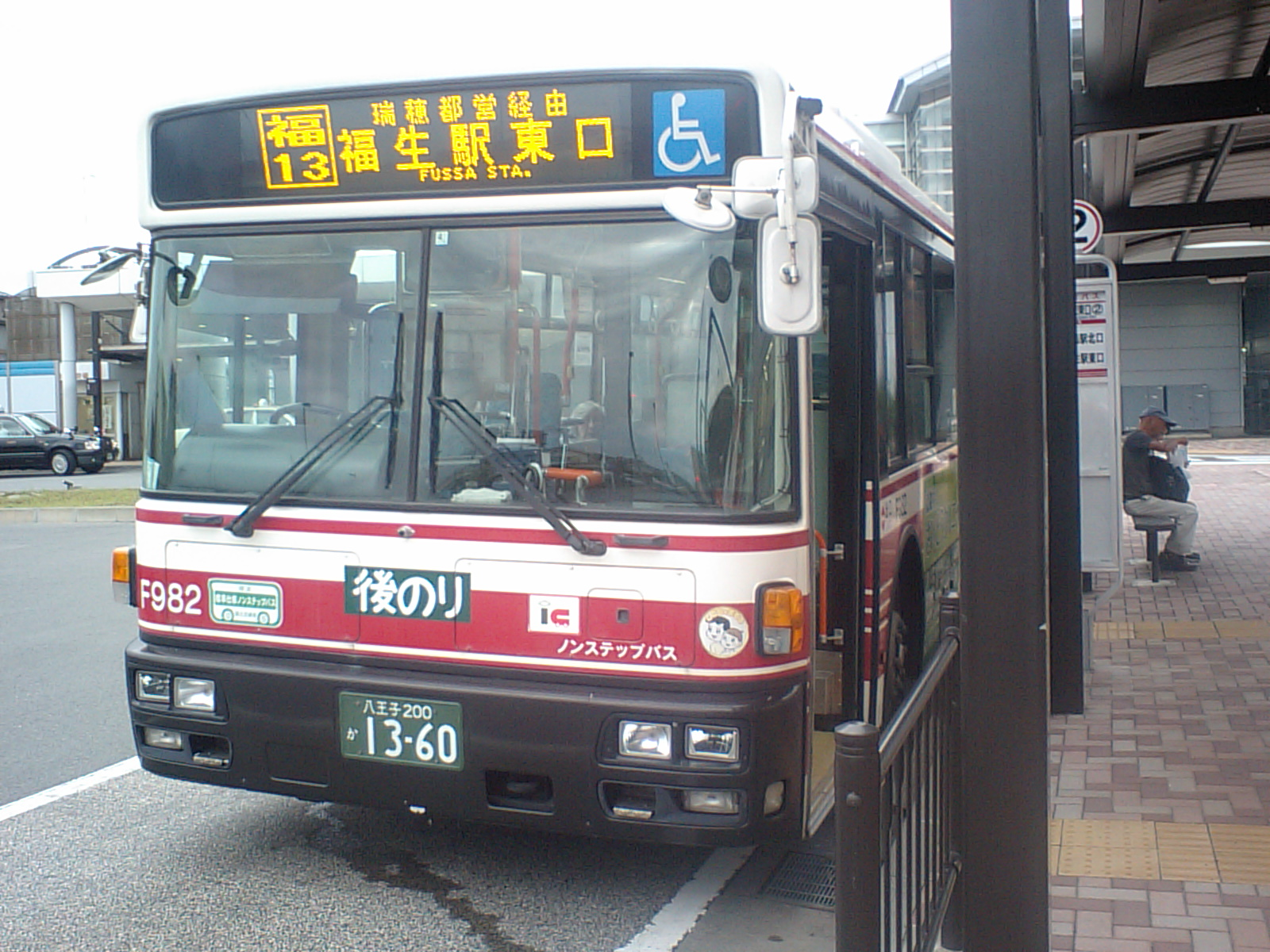
福生営業所所属車両 (F982)

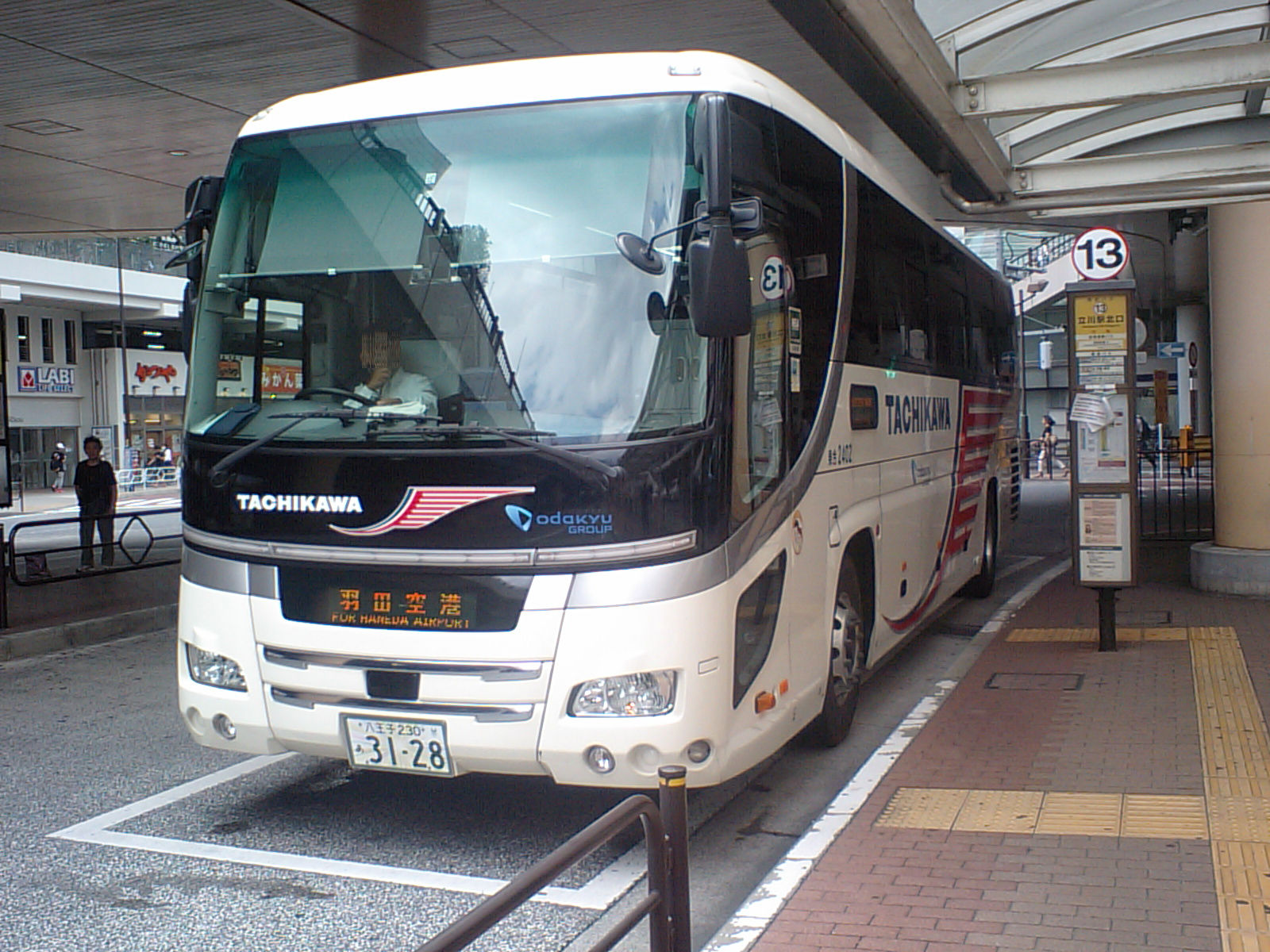
羽田空港高速バス (2402)

立川バス福生営業所（たちかわバスふっさえいぎょうしょ）は、東京都福生市志茂に所在する立川バスの営業所。
2018年7月1日に拝島営業所と瑞穂営業所を統合して新設された。営業所記号は新たに「F」が付与され、所属車両の登録番号は八王子ナンバーとなる。

## 概要
JR青梅線牛浜駅 - 福生駅間のほぼ中間地点の東側の線路沿いに位置し、敷地面積は東京ドームの3分の1弱にあたる14,673m2である。担当路線は立川バスの営業エリアの西部である多摩都市モノレール上北台駅 - 柴崎体育館駅より西側の大半と、旧・シティバス立川が担当していた高速バス路線である。収容台数は大型車が約100台、小型車が15台で、従業員用の駐車場がある。設備は営業所社屋と自動車整備工場のほか、給油機や洗車機が設置されている。駐車場は路線バスの営業所でよく見られる詰め込み型ではなくショッピングセンターなどと同じような個別に自由移動ができる一般形で、タイヤの滞留する舗装面は強化舗装が施されている。
福生営業所は開設以来、立川バスの公式路線図にも明示されず、乗降停留所もない孤立した営業所だったが、2022年（令和4年）9月16日のダイヤ改正よりようやく営業所構内に停留所が設置され、福生営業所で乗降が出来るようになった。ただし後述する当営業所特有の事情のため、当停留所を発地・着地とする単独の路線は存在せず、いずれの路線も営業所始発または営業所終着のみとなっている。
近隣の国道16号沿いには東都観光バス福生営業所がある。

## 特徴
物理的にも法律的にも左折出庫・左折入庫しか出来ない道路に面しているわけではないにもかかわらず、「完全左折出入庫主義」を厳守している稀有な営業所である。この制約のため、一部路線を除いて出入庫は一筆書き経路となり、出庫あるいは入庫のどちらかで大きく「コ」の字形に迂回する経路となる。拝島駅・立川駅方面は営業所を回送で出庫し、一つ目の「福生市役所」停留所から営業運転を開始する。立川駅・拝島駅からの路線は福生市役所を経由することなく営業所へ入庫し、福生駅西口からの入庫便は逆方向が運行されない片道運行の路線である。一方、箱根ヶ崎駅方面は営業所始発が多数存在するものの入庫は全て一つ手前の「福生駅東口」止まりとなり、福生駅からは回送での入庫となる。
営業所からの出庫は、市道「やなぎ通り」を左折で出庫し、次の市道・本町通りとの交差点から直進もしくは右左折して各方面へ向かう。また営業所への入庫は、国道16号や新奥多摩街道、福生3・3・30号武蔵野工業線または都道の多摩橋通りに入り、原ケ谷戸第二交差点からやなぎ通りに右折または左折してすぐに左折入庫する経路である。

## 沿革
2018年（平成30年）7月1日、拝島営業所と瑞穂営業所の機能を統合して開設された営業所である。同時に拝島営業所は「拝島操車場」に降格し、瑞穂営業所は閉所された。
また、2024年（令和6年）2月15日の曙営業所閉所により、曙営業所の路線は福生営業所と上水営業所へ移管された。それに伴い曙営業所の所属車両が転属し、転属にあたり多摩ナンバーから八王子ナンバーへ変更された。
現在の福生営業所の場所には、1956年（昭和31年）から2014年（平成26年）12月の閉鎖まで（前身会社を含む）太平洋セメント傘下の「太平洋プレコン工業福生工場」が存在した。なお同社は、東京たま広域資源循環組合が日の出町に設置する二ツ塚廃棄物広域処分場内の「東京たまエコセメント施設」で、ごみ焼却灰リサイクルのエコセメント化事業を行う企業でもある。
その後、太平洋プレコン工業の土地活用事業として、跡地に「立川バス福生営業所」が開設された。

太平洋セメントの前身は浅野セメントで、五日市線・南武線の前身である五日市鉄道・南武鉄道を経営しており、その傘下に立川バスの前身である立川自動車運輸も存在した。

## 現行路線

### 一般路線

#### 立川駅北口 - 武蔵村山市役所 - 三ツ藤・箱根ケ崎駅方面
- 立11-1：立川駅北口 → 災害医療センター → 立川市役所 → 立川消防署 → 砂川四番 → 村山医療センター入口 → 武蔵村山市役所前 → 峰 → 三ツ藤 → 三ツ藤住宅（土曜・休日運休）
- 立11-1：三ツ藤 → 三ツ藤住宅 → 峰 → 武蔵村山市役所前 → 村山医療センター入口 → 砂川四番 → 立川消防署 → 立川市役所 → 災害医療センター → 立川駅北口（土曜・休日運休）
- 立11-2：立川駅北口 → 災害医療センター → 立川市役所 → 立川消防署 → 砂川四番 → 村山医療センター入口 → 武蔵村山市民会館（土曜・休日運休）
- 立11-2：武蔵村山市民会館 → 村山医療センター入口 → 砂川四番 →  立川消防署 → 立川市役所 → 災害医療センター → 立川駅北口（日曜・休日運休）
- 立12：箱根ケ崎駅東口 → 箱根ケ崎 → 瑞穂町役場入口 → 峰 → 武蔵村山市役所前 → 村山医療センター入口 → 砂川四番 → 砂川七番 → 立飛本社前 → 高松町三丁目 → 立川駅北口（平日・土曜運休）
- 立12-1：立川駅北口 - 災害医療センター - 立川市役所 - 立川消防署 - 砂川四番 - 村山医療センター入口 - 武蔵村山市役所前 - 峰 - 瑞穂町役場入口 - 箱根ケ崎 - 箱根ケ崎駅東口
- 立12-1：立川駅北口 → 災害医療センター → 立川市役所 → 立川消防署 → 砂川四番 → 村山医療センター入口 → 武蔵村山市役所前 → 峰 → 瑞穂町役場入口 → 箱根ケ崎 → 箱根ケ崎駅東口（深夜バス）
- 立12-2：立川駅北口 → 災害医療センター → 立川市役所 → 立川消防署 → 砂川四番 → 村山医療センター入口 → 武蔵村山市役所前 → 峰 → 三ツ藤 → 三ツ藤住宅 → 瑞穂町役場入口 → 箱根ケ崎 → 箱根ケ崎駅東口（平日・土曜運休）
- 立12-2：箱根ケ崎駅東口 → 箱根ケ崎 → 瑞穂町役場入口 → 三ツ藤 → 三ツ藤住宅 → 峰 → 武蔵村山市役所前 → 村山医療センター入口 → 砂川四番 → 立川消防署 → 立川市役所 → 災害医療センター → 立川駅北口（日曜・休日運休）
- 立13：立川駅北口 - 災害医療センター - 立川市役所 - 立川消防署 - 砂川四番 - 村山医療センター入口 - 武蔵村山病院入口 - イオンモールむさし村山
- 立13：イオンモールむさし村山 → 武蔵村山病院入口 → 村山医療センター入口 → 砂川四番 → 立川消防署 → 立川市役所 → 災害医療センター → 立川駅北口（深夜バス）
- 立13-1：立川駅北口 - 災害医療センター - 立川市役所 - 立川消防署 - 砂川四番 - 村山医療センター入口 - 武蔵村山病院入口 - イオンモールむさし村山 - 三ツ藤 - 瑞穂町役場入口 - 箱根ケ崎 - 箱根ケ崎駅東口

立川駅から武蔵村山市役所まで北上する路線群およびイオンモールむさし村山経由で箱根ケ崎駅へ向かう路線で、後述の拝島線と並ぶ福生営業所の最主力路線である。中心となるのは立12-1および立13・立13-1で、日中時間帯はおおよそ交互に運行される。多摩都市モノレールの延伸が発表されているものの開業まで鉄道駅が存在しない武蔵村山市および瑞穂町から直接立川駅へ向かうことができる唯一の路線であることと、瑞穂町役場と武蔵村山・立川の両市役所を経由することもあって終日に渡って混雑している。立川駅から箱根ヶ崎駅までの所要時間は武蔵村山市役所経由で約50分、イオンモール経由で約60分ほどである。福生営業所の開設以前は瑞穂営業所担当の最主力路線で、日曜・休日に立川駅と瑞穂営業所を直接結ぶ路線（立10-1・10-2）が運行され、2018年（平成30年）7月の瑞穂営業所閉鎖と福生営業所への移管時に「瑞穂営業所」停留所が「岩蔵街道入口」へ名称変更されたが、営業所の閉鎖後も2024年（令和6年）8月まで1往復のみ存続していた。
立11-1は平日早朝に三ツ藤始発、夜間に三ツ藤住宅止まりが運行される。起終点が異なるのは三ツ藤付近が反時計回りの周回経路となっているためで、日中時間帯は三ツ藤と三ツ藤住宅を経由する立12-2とイオンモールむさし村山と三ツ藤を経由する立13-1が運行されるが、三ツ藤住宅を経由しない立13-1を除いて反時計回りで統一されており、立川からの便は三ツ藤→三ツ藤住宅の順に停車して回送となる。反対に三ツ藤始発便は回送で三ツ藤まで向かってから営業運転を開始し、次に三ツ藤住宅に停車してから立川駅方面へ向かう。このため、三ツ藤では立川駅行き（武蔵村山市役所経由とイオンモール経由）と箱根ケ崎行き、さらに三ツ藤住宅行きが同一の停留所に停車するため、誤乗に注意が必要である。三ツ藤経由の立12-2には行先表示にも三ツ藤の文字が加えられ、所要時間も三ツ藤非経由（立12-1）よりやや延びる。
武蔵村山市民会館発着（立11-2）は立12-1などの途中止まりで、2022年（令和4年）9月16日のダイヤ改正で平日早朝に1.5往復するまで減便されるなど、立11-1と共に土曜・休日が運休となった。武蔵村山市民会館は武蔵村山市役所 - 三本榎間に位置する折返場を有する停留所だが立11-2以外の路線は停車せず、そのまま素通りする。この折返場は1990年（平成2年）頃から待機場として存在していたが2002年（平成14年）7月12日に正式に停留所が設置された。現在は武蔵村山市役所を発着する「MMシャトル」（玉川上水通勤ルート）で使用される車両の待機場としても活用されている。武蔵村山市民会館に到着した便がそのまま回送となることもあり、運行間隔も均等でないため、運行時間外は武蔵村山市役所または三本榎まで徒歩移動して別系統を利用せざるを得ない。2024年（令和6年）8月19日のダイヤ改正で平日・土曜の運行に拡大されたが運行本数は大幅に偏っており、武蔵村山市民会館方向は平日のみ運行する。立12は平成初期頃まで主力だった砂川七番経由だが、立川消防署 - 立川警察署付近までの新道（中央南北道）の開通によってダイヤ改正の度に立12-1・12-2へ振り替えられ、現在では日曜・休日の箱根ケ崎駅発最終便で運行されるのみとなっている。
立13は、日産自動車村山工場の跡地に建設された「イオンモールむさし村山」（旧・ダイヤモンドシティミュー）のオープンに合わせて、2008年（平成20年）2月16日に新設された。イオンモールへは西武バスも立37（立川駅北口 - 東大和市駅 - 武蔵村山市役所 - イオンモールむさし村山）を運行しているが所要時間はこちらのほうが早く、沿線住民やイオンモール来訪者で終日に渡って混雑している。2010年（平成22年）4月16日にイオンモールへのアクセス強化を図るためにイオン01（箱根ケ崎駅西口 - イオンモールむさし村山）が新設されたが、箱根ケ崎駅からのアクセスというよりは瑞穂営業所（当時）との立13・昭23の出入庫路線という位置付けで、2024年8月のダイヤ改正で廃止されるまでは土曜に2便がイオンモール方向のみ設定されていた。
福生営業所の開設によるダイヤ改正が行われた2018年（平成30年）7月1日に合わせて、行先表示が全て「イオンモール」から「イオンモールむさし村山」に変更された。ただし、立川バスの停留所名称は「イオンモール」のまま変更されていない。一方、西武バスは同年9月1日から停留所名称も全て「イオンモールむさし村山」に変更しているが、これは西武バスの路線網の中に「イオンモール東久留米」「イオンモール東久留米南」および「イオンモール与野」が存在するため、混同を避けて整合性をとるためである。
2020年（令和2年）3月16日のダイヤ改正で、日中時間帯のイオンモール方向は武蔵村山市役所・三ツ藤地区を先に経由する経路に変更されたが、2021年（令和3年）9月26日のダイヤ改正で廃止されている。深夜バスは立12-1の箱根ケ崎駅方向および立13の立川駅方向に全日にわたって設定されており、立13はイオンモールむさし村山の所在地が鉄道の無い武蔵村山市内であることもあり、勤務する従業員が退勤後に立川駅へ向かうための足として設定されている。2024年（令和6年）8月現在では日中時間帯において立川駅を12分間隔で発車するパターンダイヤが採用されている。

### 立川駅北口 - IHI方面
- 立01：立川駅北口 - 災害医療センター - 立川市役所 - 立川消防署 - 砂川四番 - 村山医療センター入口 - イオンモールむさし村山東 - 三ツ藤 - 残堀 - 武蔵村山高校南 - グリーンタウン武蔵村山 - 春名塚 - IHI

2025年（令和7年）7月16日のダイヤ改正で新設された、立川駅とIHI瑞穂工場を結ぶ長距離路線である。多摩都市モノレールの上北台駅 - 箱根ケ崎駅間の延伸に関する都市計画決定が告示された事を受け、新たな需要を創出することを目的とした新規路線で、系統番号は空いていた「立01」が付与された。前述の立13などが乗り入れるイオンモールむさし村山のバスロータリーには入らずに直進し、既存路線と経路を合わせるように三ツ藤および残堀を経由してから五中南付近で昭22（昭島駅北口 - IHI）などと合流する。2000年頃までは起終点が類似する立09（立川駅北口 - グリーンタウン武蔵村山）が運行されていたため、グリーンタウン周辺から立川駅へのアクセス路線が事実上復活したこととなる。

#### 立川駅北口 - 松中団地方面
- 立14：立川駅北口 → 高松町三丁目 → 立飛本社前 → 砂川七番 → 砂川四番 → 天王橋 → 松中団地北 → 松中団地操車場（平日・土曜運休）
- 立14-2：立川駅北口 - 災害医療センター東 - 裁判所前 - 立川市役所 - 砂川四番 - 天王橋 - 松中団地北 - 松中団地操車場
- 立14-3：立川駅北口 - 高松町三丁目 - 立飛本社前 - 柏町二丁目 - 砂川四番 - 天王橋 - 松中団地北 - 松中団地操車場
- 立15-3：立川駅北口 - 高松町三丁目 - 立飛本社前 - 柏町二丁目 - 砂川四番 - 天王橋 - 松中団地北 - 松中団地操車場 - 西砂川 - 武蔵野 - 福生第二都営住宅 - 拝島駅北入口
- 立15-4：立川駅北口 → 災害医療センター東 → 裁判所前 → 立川市役所 → 砂川四番 → 天王橋 → 松中団地北 → 松中団地操車場 → 西砂川 → 武蔵野 → 拝島上水橋 → 徳洲会病院 → 拝島駅（平日運休）
- 立15-4：拝島駅 → 徳洲会病院 → 拝島上水橋 → 武蔵野 → 西砂川 → 松中団地操車場 → 松中団地北 → 天王橋 → 砂川四番 → 立川市役所 → 裁判所前 → 災害医療センター東 → 立川駅北口（平日・休日運休）
- 立15-5：立川駅北口 - 高松町三丁目 - 立飛本社前 - 柏町二丁目 - 砂川四番 - 天王橋 - 松中団地北 - 松中団地操車場 - 西砂川 - 武蔵野 - 拝島上水橋 - 徳洲会病院 - 拝島駅

立川駅から都営立川松中アパートおよび一番町五丁目アパート（通称「松中団地」）を経て拝島駅方面へ至る路線群で、歴史は大変古く1940年代には奥多摩振興（現：西東京バス青梅営業所）の路線として設定されていた。中心となるのは柏町二丁目経由の立14-3で、2021年（令和3年）1月16日のダイヤ改正から日中時間帯は上水営業所の運行となり、立14-3の朝夕とそれ以外の全ては福生営業所が担当する、立川バス唯一の共同運行系統となった。
2016年（平成28年）の拝島駅ロータリーの開設までは松中団地操車場発着が大半を占めていたが、拝島営業所（当時）との出入庫として松中団地からさらに五日市街道を西進し、米軍横田基地の外周を通りながら国道16号手前にある「拝島駅北入口」停留所まで向かう出入庫便も多数設定されていた。ただし出入庫路線の位置付けであるために折返場は存在せず、拝島営業所との出入庫の際にそのまま国道16号で回送運行が可能であるために運行していることと、拝島駅とも徒歩で10分程度と離れているために鉄道との乗り換えは現在でも一切案内していない。
2010年（平成22年）の立川市役所移転によって、市役所へのアクセスを図る目的で立14-2・14-3および立15-2（拝島駅北入口 → 松中団地操車場 → 立川市役所 → 立川駅北口）が新設され、代替として砂川七番経由（立14）は大幅減便、立15は運行休止となった。なお、立15-2は2018年（平成30年）7月1日の福生営業所開設によるダイヤ改正で移管されることなく廃止されている。
2016年（平成28年）8月1日のダイヤ改正で、拝島駅ロータリーの開設によって立15-4・15-5が新設された。これによって拝島駅北入口発着は大幅に減便され、松中団地 - 拝島駅間のアクセス路線が誕生した。しかし現在においても利用者の減少などにより運行本数は少なく、数時間にわたって運行されない時間帯もある。

#### 立川駅北口 - 大山団地 - もくせいの杜循環・東中神北循環
- 立16-2：立川駅北口 - 災害医療センター東 - 裁判所前 - 立川市役所 - 十小裏 - 大山団地東 -（←大山団地西 / 大山団地折返場→）- 西武蔵野 - 東中神駅北口（土曜運休）
- 立16-3：立川駅北口 - 災害医療センター東 - 裁判所前 - 立川市役所 - 十小裏 - 大山団地東 -（←大山団地西）- 大山団地折返場
- 立17：大山団地東 → 大山団地折返場 → 西武蔵野 → 東中神駅北 → 西武蔵野 → 大山団地西 → 大山団地東 → 十小裏 → 泉町住宅モノレール本社 → 裁判所前 → 災害医療センター東 → 立川駅北口（日曜・休日運休）
- 立17-2：東中神駅北口 → 西武蔵野 → 大山団地西 → 大山団地東 → 十小裏 → 泉町住宅モノレール本社 → 裁判所前 → 災害医療センター東 → 立川駅北口（土曜運休）
- 立17-3：立川駅北口 - 災害医療センター東 - 裁判所前 - 泉町住宅モノレール本社 - 十小裏 - 大山団地東 -（←大山団地西）- 大山団地折返場
- 立19：立川駅北口 - 災害医療センター東 - 裁判所前 - 泉町住宅モノレール本社 - 十小裏 - 大山団地東 -（←大山団地西 / 大山団地折返場→）- 西武蔵野
- 立19-2：立川駅北口 - 災害医療センター東 - 裁判所前 - 立川市役所 - 十小裏 - 大山団地東 -（←大山団地西 / 大山団地折返場→）- 西武蔵野 - もくせいの杜
- 立19-3：立川駅北口 - 災害医療センター東 - 裁判所前 - 泉町住宅モノレール本社 - 十小裏 - 大山団地東 -（←大山団地西 / 大山団地折返場→）- 西武蔵野 - もくせいの杜
- 立19-4：立川駅北口 - 災害医療センター東 - 裁判所前 -（←泉町住宅モノレール本社 / 立川市役所→）- 十小裏 - 大山団地東 -（←大山団地西 / 大山団地折返場→）- 西武蔵野 - もくせいの杜
- 立19-5：立川駅北口 - 災害医療センター東 - 裁判所前 -（←立川市役所 / 泉町住宅モノレール本社→）- 十小裏 - 大山団地東 -（←大山団地西 / 大山団地折返場→）- 西武蔵野 - もくせいの杜
- 東中01：西武蔵野 →（直行）→ 東中神駅北口

立川駅から国営昭和記念公園の北西部に位置する都営住宅と東京都施行型都民住宅上砂町一丁目アパート（通称「大山団地」）および東中神駅方面へ向かう路線群である。かつては上水営業所の担当で、2000年（平成12年）10月1日の国立営業所閉鎖にともなうダイヤ改正時に拝島営業所へ移管された。経由地や発着地が異なる枝番が存在するのが特徴で、2021年（令和3年）3月16日のダイヤ改正で「もくせいの杜」経由便も新設されたこともあって非常に複雑な路線群となっている。もともとの中心は大山団地発着で、かつては立川駅北口を出ると西立川を経由していたが、団地の建て替えに伴う折返場の再整備や北側を行く国営公園北通りが開通したために経路変更され、立川防災基地・昭和記念公園などの米軍立川基地跡地の外周を巡回する大山団地循環が誕生した。この際に大山団地 - 立川駅間で昭和記念公園構内を通過する急行便が設定されたが、後年になって廃止されている。その後、循環経路を旧米軍立川基地外周から東中神駅の北側へ大幅に変更し、泉町住宅先回りの循環であった立17などを立川駅北口から支所入口経由とした一方で、西立川先回り循環の立85は立川駅 - 東中神駅間の路線として分離・独立させた。
最大の転機となったのは立川市役所の移転で、2010年（平成22年）4月16日に立川駅南口から現在地への移転となったことで、団地住民と沿線住民の利便性向上および駅からの来庁者対策として立川市役所経由（立16・16-2・16-3）が新設された。市役所経由は市役所の開庁時間に合わせた設定となり、大山団地方向は始発～夕方まで、立川駅北口方向は開庁時間から閉庁後数時間までが該当する。ただしいずれも閉庁日を含む全日にわたって運行されるが、福生営業所開設によるダイヤ改正で立17の大山団地方向が廃止されている。
東中神駅北口交通広場の開設によって、2017年（平成29年）7月16日より立16-2・17-2が乗り入れを開始すると同時に、東中01が新設された。東中01に乗車する場合、「西武蔵野」停留所は経路の関係から立川駅方面の停留所から発車するため注意が必要である。
さらに、東中神駅北側の未開発地域だった米軍立川基地昭島地区について民間集合住宅などの建設が行われたことに関連し、新路線として大山団地から先に「もくせいの杜」停留所を新設し、そちらを経由する循環路線として西武蔵野循環が2021年（令和3年）3月16日のダイヤ改正で新設された。なお、半年後に路線名称は「もくせいの杜循環」と改められ、立16が代替廃止された。その一方で立17は立川駅方向が平日早朝のみ存続となったほか、東中神駅北口交通広場へ乗り入れる立16-2・17-2も午前中に数便のみと減便された。もくせいの杜循環は日中時間帯は往復とも立川市役所を経由し、朝夕時間帯は泉町住宅モノレール本社経由となるが、往復で経由地が異なる系統は朝夕に1〜2便程度が確保されている。
立川シティハーフマラソンや箱根駅伝予選会開催時は当日の午前中のみ砂川五差路終着および昭和記念公園砂川口始発の短縮運転となり、立川駅周辺は他路線と共に運休となる。

#### 立川駅北口 - 宮沢 - 拝島駅方面
- 立80：立川駅北口 - 富士見町 - 西立川 - 東町四丁目 - 西郷地 - 福島 - 宮沢 - 田中 - 拝島大師 - 拝島操車場
- 立81：立川駅北口 - 富士見町 - 西立川 - 東町四丁目 - 西郷地 - 福島 - 宮沢 - 清泉中学 - 保健福祉センター - 昭島駅南口（平日・土曜運休）
- 立82：立川駅北口 - 富士見町 - 西立川 - 東町四丁目 - 西郷地 - 福島 - 宮沢 - 田中 - 拝島大師 - 拝島操車場 - 熊川団地 - わかたけ会館 - 内出東 - 拝島駅
- 立85：立川駅北口 - 富士見町 - 西立川 - 東町四丁目 - 西郷地 - 福島 - 東中神駅（平日・土曜運休）
- 立86：立川駅南口 - 立川中央病院 - 東町四丁目 - 西郷地 - 福島 - 宮沢 - 田中 - 拝島大師 - 拝島操車場 - 熊川団地 - わかたけ会館 - 内出東 - 拝島駅（平日・休日運休）
- 立88：福生市役所 → 牛浜駅入口 → 熊川駅 → わかたけ会館 → 熊川団地 → 拝島操車場 → 拝島大師 → 田中 → 宮沢 → 福島 → 西郷地 → 東町四丁目 → 西立川 → 富士見町 → 立川駅北口
- 立89：立川駅北口 → 富士見町 → 西立川 → 東町四丁目 → 西郷地 → 福島 → 宮沢 → 田中 → 拝島大師 → 拝島操車場 → 熊川団地 → わかたけ会館 → 熊川駅 → 牛浜駅入口 → 福生営業所
- 拝18：福生市役所 → 牛浜駅入口 → 熊川駅 → 内出東 → 拝島駅
- 拝19：拝島駅 → 内出東 → 熊川駅 → 牛浜駅入口 → 福生営業所

立川駅からJR青梅線沿いに西進して拝島駅方面へ向かう路線群で、立川自動車運輸の創業時からの基幹路線である。2018年（平成30年）7月1日の福生営業所開設までは拝島営業所の管轄で、大半の便がかつての拝島営業所である拝島操車場で折り返していた。その後、拝島駅南口ロータリーの開設によって日中時間帯を中心に拝島駅発着へ延伸され、拝島営業所発着（当時）と交互に設定された。主力は立82で、青梅線沿いに西進するものの鉄道駅からは離れた奥多摩街道を走行するため、沿線住民を中心に一定の利用需要を獲得して終日に渡って混雑している。青梅線の輸送障害時には代替交通機関としても機能している。
前述のように歴史は古く、第二次世界大戦終戦直後の1948年（昭和23年）には拝島 - 福生間を奥多摩振興（現・西東京バス）から譲り受け、立川 - 拝島 - 福生間の営業運行となった。1950年（昭和25年）には福生 - 五日市間を運行する五王自動車（現・西東京バス）との相互乗り入れを開始させ、1961年（昭和36年）には檜原方面まで延伸された。さらに同年には立川駅 - 奥多摩湖間を結ぶ行楽向けの長距離急行バスも開通するなど同地域における勢力を拡大していった。しかし青梅線・五日市線の増発や道路渋滞によって1973年（昭和48年）に相互乗り入れが中止となり、立川駅 - 福生駅間の運行へ短縮されたのち、1997年（平成9年）に一度廃止されている。その後も拝島営業所 - 福生駅間の運行は続けられたが短命に終わっている。1993年（平成5年）3月16日のダイヤ改正で拝島駅方向が拝島営業所を経由する経路へ変更されたが、拝島営業所が消滅した現在では拝島循環を除き、立川駅方面へのアクセスが重要視されている。
拝島駅南口ロータリーの開設によって立82が拝島駅方向の片道運行となり、現在の立82が「立82-2」として新設されている。福生営業所開設によるダイヤ改正で立82が廃止、立82-2が枝番を外して睦橋通り（都道7号線）経由へ経路変更され、福生営業所の出入庫として立88・89が新設された。それぞれ片道運行で拝島駅は経由しないが、2022年（令和4年）9月16日のダイヤ改正で立89が福生営業所へ延伸され、拝18・19が新設された。福生営業所では開設以来営業所を発着路線が存在しなかったが、後述の福15と共に福生営業所始発・終着の路線が新規に設定されたこととなった。ただし福生営業所では前述のように左折限定での出入庫のため拝18・19はそれぞれ片道のみ運行するほか、立82および後述する昭32とダイヤが組まれており、それぞれの出入庫のために運行間隔は統一されていない。
立川駅南口発着の立86は土曜夕方に1往復が設定されている。昭島駅および東中神駅発着は日曜・休日の早朝のみ設定されているが、近年はどちらもAバスによって拝島駅・昭島駅方面への路線が確保されている。
拝島操車場では構内に設置されている停留所を使用するため、一度操車場の構内に入り、時計回りで周回して到着する。2024年（令和6年）3月16日のダイヤ改正で立86が延伸され、拝島駅発着となった。

#### 立川駅南口 - 富士見町団地方面
- 立71：立川駅南口 - 都立衛生研究所 - 柴崎町六丁目 - 琴帯橋 - 富士見町七丁目 - 富士見町団地 - 団地西 - 富士見町操車場
- 立71：立川駅南口 - 都立衛生研究所 - 柴崎町六丁目 - 琴帯橋 - 富士見町七丁目 - 富士見町団地 - 団地西 - 富士見町操車場（深夜バス、土曜・休日運休）
- 立71：立川駅南口 → 都立衛生研究所 → 柴崎町六丁目 → 琴帯橋 → 富士見町七丁目 → 富士見町団地 → 団地西 → 富士見町降車場
- 立71：立川駅南口 → 都立衛生研究所 → 柴崎町六丁目 → 琴帯橋 → 富士見町七丁目 → 富士見町団地 → 団地西 → 富士見町降車場（深夜バス）

立川駅南口から新奥多摩街道を西進する富士見町団地へのアクセス路線で、西武バス立川営業所との共同運行である。立川駅南口からは等間隔で交互に運行されるが、終点の富士見町操車場付近は立川・西武で終点が異なるのが特徴で、西武は富士見町操車場の先にある「新道福島」まで運行し、共通定期券の適用区間は立川駅南口 - 団地西間である。なお、終点の富士見町操車場は実際には昭島市郷地町に位置し、西武バスの終点である新道福島はAバス東ルートが経由する。以前は両社とも富士見町団地構内へ乗り入れる便が存在し、立川バス国立営業所が2000年（平成12年）9月30日に閉鎖するまで担当していた。降車場止まりの便は営業所への入庫として運行されるため立川駅方向は運行せず、新奥多摩街道上の専用停留所に到着後は回送となり操車場構内には入らない。
2018年（平成30年）時点では立川バスのみ深夜バスを運行していたが、2022年（令和5年）9月16日より起点停留所を23時以降に発車する全便に深夜運賃を適用することとし、該当する西武バスも対象となった。深夜バスでは東京都シルバーパスは西武バス便でしか利用できず、立川バス便では利用できないため、普通運賃の倍額の運賃を支払う必要がある。
2015年（平成27年）5月1日より、乗降方式が西武バスと同じように前乗り前払い式へ変更となった。これにより一部車両の運賃箱が前乗り対応化され、車体の出入口表示がサボ式へ変更されている。

#### 昭島駅北口 - グリーンタウン・IHI方面
- 昭22：昭島駅北口 - 昭島市民会館 - つつじが丘 - 二の宮窪 - 西武立川駅入口 - 松中団地北 - エステート立川 - 伊奈平南交差点 - シドメ窪 - 武蔵村山高校南 - グリーンタウン武蔵村山 - 春名塚 - IHI
- 昭22-2：昭島駅北口 → 昭島代官山 → 西武立川駅西 → 西砂小学校 → 立川七中 → 伊奈平 → シドメ窪 → 武蔵村山高校南 → グリーンタウン武蔵村山 → 春名塚 → IHI（日曜・休日運休）
- 昭22-2：IHI → 春名塚 → グリーンタウン武蔵村山 → 武蔵村山高校南 → シドメ窪 → 伊奈平 → 立川七中 → 西砂小学校 → 西武立川駅西 → 昭島代官山 → 昭島駅北口（土曜・休日運休）
- 昭26：昭島駅北口 - 昭島市民会館 - つつじが丘 - 二の宮窪 - 西武立川駅入口 - 松中団地北 - エステート立川 - 伊奈平南交差点 - シドメ窪 - 武蔵村山高校南 - グリーンタウン武蔵村山 - 春名塚（平日運休）
- 拝13：松中団地操車場 → 松中団地北 → 西武立川駅入口 → 二の宮窪 → つつじが丘 → 昭島市民会館 → 昭島駅北口 → 栗田工業 → 徳洲会病院前 → 拝島駅（平日・土曜運休）
- IHI01：箱根ケ崎駅西口 →（直行）→ IHI（日曜・休日運休）
- IHI01：IHI →（直行）→ 箱根ケ崎駅西口（土曜・休日運休）

昭島駅から横田基地東部に位置するIHI瑞穂工場への路線で、昭島駅北口発着路線の中では昭22が最主力である。いずれも西武立川駅南口ロータリーには乗り入れない。IHIへの通勤客は勿論のこと、武蔵村山高校へ通学する学生や、沿線に松中団地やグリーンタウンの住宅街が存在するため終日にわたって混雑している。以前はグリーンタウン武蔵村山発着の昭21（昭島駅北口 - グリーンタウン武蔵村山）も存在し、IHIの一つ手前である春名塚発着の昭26が昭21と共に中心だったが、ダイヤ改正の度に昭21・26は本数を減らされたのち昭21は廃止され、立場が入れ替わったものである。昭島駅 - 伊奈平南交差点間は後述の昭23（昭島駅北口 - イオンモールむさし村山）と合わせて毎時2～3便が設定されている。
昭22-2は「立川七中経由」と呼ばれる別経路の路線で、昭島駅と伊奈平間をほぼ一直線で結ぶ独自の短絡経路である。西武立川駅付近で後述の昭16・17と経路が重複するほか、土曜のIHI方向は始発1便のみ設定されているなど、曜日によって運行する方向が異なる。2025年（令和7年）1月16日にフォレスト・イン昭和館が営業終了のため、同名の停留所が「昭島代官山」へ名称変更された。かつては春名塚発着も立川七中経由が存在（昭26-2）したが現在は運行していない。
箱根ケ崎駅西口発着の直行便も前述の立川七中経由と同様に曜日によって運行する方向が異なり、新青梅街道経由で結ぶために途中停留所には停車しない。

#### 昭島駅北口 - イオンモールむさし村山・箱根ケ崎駅方面
- 昭23：昭島駅北口 - 昭島市民会館 - つつじが丘 - 二の宮窪 - 西武立川駅入口 - 松中団地北 - エステート立川 - 伊奈平南交差点 - 残堀 - 三ツ藤 - イオンモールむさし村山
- 昭23-2：昭島駅北口 - 昭島市民会館 - つつじが丘 - 二の宮窪 -  西武立川駅南口 - 西武立川駅入口 - 松中団地北 - エステート立川 - 伊奈平南交差点 - 残堀 - 三ツ藤 - イオンモールむさし村山
- 昭24：昭島駅北口 - 昭島市民会館 - つつじが丘 - 二の宮窪 - 西武立川駅入口 - 松中団地北 - エステート立川 - 伊奈平南交差点 - 残堀 - 三ツ藤 - 三ツ藤住宅 - 三ツ木 - 瑞穂町役場入口 - 箱根ケ崎 - 箱根ケ崎駅東口

昭島駅からイオンモール方面へ向かう路線群で、2008年（平成20年）2月16日の「イオンモールむさし村山」開業時に立13（立川駅北口 - イオンモール）と同時に新設された。松中団地北から残堀まで直進し、三ツ藤経由でイオンモールへ向かうやや遠回りの経路で、2017年（平成29年）7月16日の西武立川駅南口ロータリー開設によって日中時間帯は西武立川駅南口を経由する昭23-2に変更された。昭24は昭島駅から残堀・三ツ藤住宅経由で箱根ケ崎駅へ向かう中距離路線であるが運行時間帯は朝と夜間に限定されている。

#### 昭島駅南口 - 西武立川駅 - 西砂川方面
- 昭11：拝島駅 → 多摩工入口 → 拝島駅北入口 → 武蔵野 → 堀向 → 拝島上水橋 → 昭島郵便局 → 昭島駅南口（土曜・休日運休）
- 昭15：昭島駅南口 → 昭島郵便局 → 拝島上水橋 → 堀向 → 美堀町 → 西武立川駅南口 → 五日市街道 → 西砂川 → 西武立川駅南口 → 美堀町 → 堀向 → 拝島上水橋 → 昭島郵便局 → 昭島駅南口（西砂川循環）
- 昭16：五日市街道 → 西砂川 → 西武立川駅南口 → 美堀町 → 堀向 → 拝島上水橋 → 昭島郵便局 → 昭島駅南口
- 昭17：昭島駅南口 → 昭島郵便局 → 拝島上水橋 → 堀向 → 美堀町 → 西武立川駅南口 → 五日市街道 → 西砂川
- 昭18：昭島駅南口 - 昭島郵便局 - 拝島上水橋 - 堀向 - 美堀町 - 西武立川駅南口

昭島駅から西武拝島線の踏切を渡り、堀向・西砂川方面へ向かう路線群である。中心となるのは西武立川駅発着の昭18で、短距離であるため運賃は全区間で210円となる。平日早朝に1便のみ運行する昭11を除き、平日と土曜・休日で本数が大きく異なるのが特徴である。昭島市からの補助を受けて運行を続けていることもあり、近年では本数の減少が続いている。
2017年（平成29年）7月16日のダイヤ改正で西武立川駅南口ロータリーへの乗り入れが開始された。

#### 昭島駅南口 - 田中町団地方面
- 昭30：昭島駅南口 → 昭島市役所 → 西大神 → 田中 → 田中町団地西 → 田中町団地
- 昭30：田中町団地西 → 田中町団地 → 田中 → 西大神 → 昭島市役所 → 昭島駅南口
- 昭31：昭島駅南口 → 昭島市役所 → 西大神 → 田中 → 田中町団地西 → 田中町団地 → 田中 → 西大神 → 昭島市役所 → 昭島駅南口
- 昭32：昭島駅南口 - 昭島市役所 - 西大神 - 田中 -（田中町団地西→）- 田中町団地 -（←田中町団地西）- 拝島大師 - 拝島操車場 - 熊川団地 - わかたけ会館 - 内出東 - 拝島駅

昭島駅南部の多摩川沿いに位置する田中町団地方面へ向かう路線群で、中心となるのは昭31である。かつては宮沢まで奥多摩街道を走行してから昭島駅へ向かう「大神線」が運行されていたことがあるが、田中町団地を結ぶ当路線自体は1997年（平成9年）頃に昭島市役所の移転によって田中町団地と共に両方へのアクセス路線として設定された比較的新しい路線である。田中町団地周辺からの最寄りの鉄道駅が昭島駅のみということもあり、沿線住民を中心に終日にわたって混雑している。昭島駅から昭島市役所へはAバスが北ルートを除いた各路線の一部が経由するが、周辺地域を経由しながら向かう遠回り経路のため、昭島市役所への最短でのアクセスとしてはこちらの方が早い。
日中時間帯は約40分間隔で設定されており、土曜・休日は午前9時台からパターンダイヤが採用されている。田中町団地周辺は一方通行では無いものの、いずれの系統も必ず反時計回りで周回する。昭30は田中町団地西を始発とし、田中町団地を終着とする出入庫路線で、運行は早朝および夜間の終車時間帯のみに抑えられている。
昭32は田中町団地を周回してから奥多摩街道に戻り、拝島大師から拝島駅へ向かう出入庫路線であるが本数は極めて少ない。なお、拝島駅からは前述の拝18・19で出入庫を行うため、実際の運用では両系統と繋がっているものの拝島駅を跨いだ乗車はできない。

#### 拝島駅 - 拝島循環・拝島操車場方面
- 拝11：拝島駅 → 緑町四丁目 → 小荷田 → やまのかみ会館 → 7号棟 → 12号棟 → 熊川団地 → 多摩工裏 → 拝島駅（平日・休日運休）
- 拝12：拝島操車場 → 熊川団地 → 多摩工裏 → 拝島駅（土曜・休日運休）
- 拝12-2：拝島駅 → 緑町四丁目 → 小荷田 → やまのかみ会館 → 7号棟 → 12号棟 → 拝島操車場
- 拝12-2：拝島操車場 → やまのかみ会館 → 7号棟 → 12号棟 → 熊川団地 → 多摩工裏 → 拝島駅

拝島駅と近隣の熊川・拝島両団地周辺を運行する路線群である。中心となるのは拝島団地を周回する拝12-2で、それ以外はごく僅かに運行されるのみである。拝12は平日早朝の始発1便のみ運行するが拝島団地を経由せずに直接拝島駅へ向かう。公式案内では「拝島団地経由」とされるが拝島団地という停留所は存在せず、拝島団地の周回道路を経由することを指す。拝11は拝島操車場を経由しない拝島循環で土曜の午前と午後に1便ずつ運行されるが、拝島駅で運行を打ち切るために拝島駅を跨いでの乗車はできない。
平成初期までは拝島営業所（当時、現：拝島操車場）折返便や他路線による重複区間を含めると約10分間隔、あるいはそれ以上の高頻度による運行だったが、その後は近距離ということもあって減便傾向が続いている。2003年（平成15年）には拝島循環の全便を含んだ大多数が経由地を増やすように経路変更を実施したものの本数が回復することは無く、勢いを盛り返すには至っていない。2016年（平成28年）8月1日のダイヤ改正で当時の立86（立川駅南口 - 拝島営業所）が小荷田方面を経由しなくなったため、Aバスを除くとこの拝島循環などが小荷田を経由する唯一の一般路線となり、拝12-2は日中に毎時1本、拝11は土曜1便まで減便された。
2018年（平成30年）7月1日の福生営業所開設によるダイヤ改正で拝11が日中ほぼ毎時1便の運行へ回復し、拝12-2は土曜・休日に数便の運行となったが、その後のダイヤ改正で立場が入れ替わり、2024年（令和6年）8月現在は拝11が土曜に2便が設定され、それ以外は拝12-2が毎時1便程度に設定されている。

#### 拝島駅 - 福生団地 - 福生駅線
- 拝16：拝島駅 - 内出 - 福生団地中央（土曜・休日運休）
- 拝17：拝島駅 - 内出 - 福生団地中央 - 福生市中央体育館 - 長沢 - 福生駅西口
- 福18：福生駅西口 → 福生市役所 → 福生営業所

拝島駅から陸橋通りを内出方面へ走行してから陸橋東交差点を右折し、福生団地方面へ向かう。経路上では立82（立川駅北口 - 拝島駅）などが停車する「内出東」も停車可能だが、拝16・17は終日にわたって停車しない。福18は2022年（令和5年）9月16日のダイヤ改正で新設された片道運行の入庫便で、記載停留所のみ停車する。福生団地中央で折り返す拝16は数便が設定されるのみで、残りは拝17で運行される。福生団地の住民向けの拝島・福生両駅へのアクセスよりも立82などの出入庫として設定されており、運行形態としてはかつて運行されていた立83（立川駅北口 - 拝島営業所 - 福生駅西口）を拝島駅で分割した形となっている。国道16号などの慢性的な渋滞による定時性の確保が課題となっていたが、2007年（平成19年）に多摩工入口を非経由とする経路変更を実施したことで解決された。拝島駅南口ロータリーの開設によって周辺道路が拡張されたことも追い風となったが、現在は前述のように立82・昭32の出入庫としての設定のため、奥多摩街道の渋滞の影響で遅延したまま運行される場合が多い。
旧・シティバス立川が管轄していた頃は前述の田中町団地線と共に中型車による運行で主力路線も現在と逆だったが、福生営業所の開設後は前述のように拝島駅発着路線の出入庫も含んでいることから大型車による運行となっている。

#### 福生駅東口 - 箱根ケ崎駅方面
- 福12：福生駅東口 → 福生病院 → 加美平団地中央 → ひばりケ丘 → 西多摩病院 → 瑞穂都営住宅 → 33号棟前 → 29号棟前 → 瑞穂都営住宅 → 西多摩病院 → ひばりケ丘 → 加美平団地中央 → 福生病院 → 福生駅東口
- 福13：福生駅東口 - 福生病院 - 加美平団地中央 - ひばりケ丘 - 西多摩病院 - 瑞穂都営住宅 - 武蔵野駐在所 - 箱根ケ崎駅東口
- 福14：福生駅東口 → 福生病院 → ひばりケ丘 → 武蔵野台 → 羽村台下 → 羽村駅東口（土曜・休日運休）
- 福15：福生営業所 → 福生駅東口 → 福生病院 → 加美平団地中央 → ひばりケ丘 → 西多摩病院 → 瑞穂都営住宅 → 武蔵野駐在所 → 箱根ケ崎駅東口

福生駅から加美平団地を経由して瑞穂都営住宅・箱根ケ崎駅方面へ向かう路線で、沿線住民の利用は勿論、工業地帯周辺を走ることから工場通勤客の利用も多い。2018年（平成30年）7月1日の福生営業所開設によるダイヤ改正で福12が大幅に減便され、福13が約20分間隔での運行へ拡大されたが、これは当路線で箱根ケ崎駅 - 立川駅間を結ぶ立12-1などの出入庫を担うためで、運行自体は箱根ケ崎駅で打ち切るが実質的には一つの路線として繋がっている。そのため箱根ケ崎方向は回送で出庫してきた車両がそのまま運用に入り、箱根ケ崎駅から引き続き立川駅方面へ向かう。立川駅からの便はその逆の動きで、福生駅到着後は平日早朝と夜間の一部を除いた大多数が回送で入庫する。ただし、2024年（令和6年）8月のダイヤ改正により減便され、福13での運行ではなく福生営業所 - 箱根ヶ崎駅間を回送する便が増えている。福14は福生病院から加美平団地を経由せずに羽村駅へ向かう片道運行の路線で、福生第六小学校からそのまま直進したのち左折してひばりが丘へ向かう。
2022年（令和5年）9月16日のダイヤ改正で、福生営業所から営業運転を行う福15が新設された。従来まで回送だった福生駅東口 - 福生営業所間を片道のみ営業運転化したもので、土曜・休日は早朝から運行するものの、平日は朝9時以降の運行である。このため、福13の福生駅方向は全日全時間帯で運行されるが、箱根ケ崎駅方向は早朝と夜間の一部を除いた全便が福生営業所始発の福15となった。

#### 羽村駅東口 - 箱根ケ崎駅方面
- 羽12-1：羽村駅東口 - 羽村台下 - 東台 - 羽村団地 - 松原中央公園 - 長岡 - 瑞穂松原 - 箱根ケ崎駅西口
- 羽13：箱根ケ崎駅西口 → 滑走路下 → 羽村高校前 → 富士見平二丁目 → 東台 → 日野自動車正門 → 羽村駅東口（土曜・休日運休）
- 羽14：羽村駅東口 →（無停車）→ 富士見平二丁目 → 羽村高校前 → 滑走路下 → 箱根ケ崎駅東口（土曜・休日運休）
- 羽17：羽村駅東口 → 羽村台下 → 東台 → 羽村団地 → 松原中央公園 → JA長岡支店入口 → 長岡 → 松原中央公園 → 東台 → 羽村台下 → 羽村駅東口

青梅線羽村駅から羽村団地・羽村動物公園を経由して長岡・箱根ケ崎駅方面へ向かう路線群で、中心となるのは長岡循環の羽17である。かつての羽村団地は羽村駅方向のみ停車しており、箱根ケ崎駅も西口ロータリーが開設される前は東口発着だった。羽14は羽村高校への通学路線とされ、羽村駅を発車後は富士見平二丁目まで無停車となる。2018年（平成30年）に瑞穂営業所の閉鎖によって福生営業所へ移管されたが、瑞穂営業所が担当していた頃は羽12-1が出入庫を兼ねており、現在も数便が設定されて箱根ヶ崎駅西口と福生営業所間は必ず回送となる。

#### 中神駅 - 西武立川駅 - 昭島駅方面
- 中01：中神駅北口 - 日本航空電子工業 - 二の宮窪 - 西武立川駅南口（土曜・休日運休）
- 中02：中神駅北口 - 日本航空電子工業 - 二の宮窪 - 西武立川駅南口 - 美堀町 - 堀向 - 拝島上水橋 - 昭島郵便局 - 昭島駅南口（土曜・休日運休）

2021年（令和4年）3月16日に新設された路線で、日本航空電子工業昭島事業所への通勤路線であるため土曜・休日は運休となる。昭島駅まで向かう便は日中時間帯に限定されており、中神駅北口へ乗り入れる路線としてはAバス以外では当路線のみである｡

#### 玉川上水駅南口 - 大山団地・東中神駅北口方面
- 玉41：上水営業所 → 砂川七番駅 → 柏町二丁目 → 大山団地東 → 大山団地折返場 → 西武蔵野 → 東中神駅北口（土曜運休）
- 玉41-1：東中神駅北口 → 西武蔵野 → 大山団地西 → 大山団地東 → 柏町二丁目 → 砂川七番駅 → 上水営業所 → 玉川上水駅南口（土曜運休）

福生営業所への移管によって新設された系統で、大山団地方面の中休を上水営業所で行うための路線である。上水営業所の位置および周辺道路の関係から東中神駅からの便は玉川上水駅南口で終点となり回送されるが、始発は上水営業所（路上）となっている。2024年（令和6年）現在は土曜日が運休となる。

### コミュニティバス

#### 武蔵村山市コミュニティバス
武蔵村山市のコミュニティバス「MMシャトル」を運行受託している。運行開始時は上水営業所が担当し、その後に瑞穂営業所を経て福生営業所へ移管された。詳細は当該記事を参照。

#### 昭島市コミュニティバス
昭島市のコミュニティバス「Aバス」を運行受託している。運行開始時に担当していた拝島営業所から福生営業所へ移管された。詳細は当該記事を参照。

#### 瑞穂町コミュニティバス
西多摩郡瑞穂町のコミュニティバス「瑞穂町コミュニティバス」を運行受託している。2021年（令和3年）10月1日の運行開始時から福生営業所が担当。詳細は当該記事を参照。

### 高速・空港路線

#### 羽田空港線
- 拝島操車場 - 昭島駅北口 - フォレスト・イン昭和館 - パレスホテル立川 - SORANO HOTEL - 立川駅北口 - 国立駅南口 - 谷保駅 - 羽田空港第2ターミナル - 羽田空港第1ターミナル - 羽田空港第3ターミナル

京浜急行バスとの共同運行。昭島経由拝島発着および国立・谷保経由は早朝と深夜に限定され、SORANO HOTEL経由は日中時間帯の空港方面と夕方以降の空港発がそれぞれ一部便のみ経由する。大多数がパレスホテル立川 - 立川駅 - 羽田空港間の運行で、早朝および深夜便は第1ターミナルを通過するので注意が必要である。

#### 成田空港線
- 拝島操車場 → 昭島駅北口 → フォレスト・イン昭和館 → 立川駅北口 → パレスホテル立川 → 成田空港第3ターミナル → 成田空港第2ターミナル → 成田空港第1ターミナル
- 上水営業所 → 立川駅北口 → パレスホテル立川 → 成田空港第3ターミナル → 成田空港第2ターミナル → 成田空港第1ターミナル
- 成田空港第3ターミナル → 成田空港第2ターミナル → 成田空港第1ターミナル南 → 成田空港第1ターミナル北 → 立川駅北口 → パレスホテル立川 → 玉川上水駅南口 → 上水営業所
- 成田空港第3ターミナル → 成田空港第2ターミナル → 成田空港第1ターミナル南 → 成田空港第1ターミナル北 → 立川駅北口 → パレスホテル立川 → フォレスト・イン昭和館 → 昭島駅北口 → 拝島操車場

東京空港交通・成田空港交通との共同運行。立川バスの担当は全て拝島・昭島発着となり、上水営業所発着は東京空港交通および成田空港交通の担当となる。立川付近の経路は羽田空港線とは異なり、往復とも立川駅 → パレスホテル立川の順に経由する。2020年（令和2年）4月11日より全便運休の状態が続いている。

#### 立川飯田線
- 昭島駅南口 - 立川駅南口 - 中央道辰野 - 中央道箕輪 - 中央道伊那インター - 中央道西春近 - 中央道宮田 - 中央道駒ヶ根インター - 飯島 - 松川 - 高森 - 上飯田 - 伊賀良 - 飯田駅前

中央高速バスに立川バスが初参入した路線。京王バス南大沢営業所・伊那バス松川営業所との共同運行。3社が合計で1日3往復担当する。昭島駅発着は立川と伊那のみ停車する（中央高速バス#立川飯田線も参照）。
2020年（令和2年）4月19日から全便運休の状態が続いている。

#### 御殿場線
- 立川駅北口 → パレスホテル立川 → 矢川駅 → 御殿場プレミアム・アウトレット → ホテルクラッド木の花の湯 → 御殿場インター前 → 御殿場駅
- 御殿場インター前 → 御殿場駅 → ホテルクラッド木の花の湯 → 御殿場プレミアム・アウトレット → 矢川駅 → 立川駅北口 → パレスホテル立川

2018年8月18日に運行開始。土曜・休日に1往復運行される。

## 貸切バス事業
貸切バス事業も小規模ながら行っており、一般路線車、高速路線車、大型または小型貸切車を使用する。貸切車の保有台数は少ない。
一般の貸切バス事業のほか、貸切バスを使用した無料送迎バスも以下のとおり運行している。なおこれらは貸切車による無料送迎バスであり、特定車を使用した特定バス事業（特定輸送）とは異なる。両者の相違については「特定バス」の記事を参照のこと。
- ヤマト運輸送迎バス
  - ヤマト運輸から受託して、ヤマト運輸専用ラッピングを施した路線車（貸切登録）で、昭島市拝島町にある同社西東京主管支店（西東京ベース）と、昭島駅・八王子駅間を結ぶ無料送迎バスを運行している。利用者は従業員などの関係者に限定され、一般利用者は乗車できない。

- 立川競輪場無料送迎バス
  - 立川駅の北部にある立川競輪場から受託して、立川駅北口 - 競輪場間で競輪開催日に無料送迎バスを運行している。利用者は競輪場入場者に限定される。上水営業所との共管。
  - 立川競輪場無料送迎バスは、西武拝島線玉川上水駅からも運行しているが、こちらは上水営業所の単独運行である。
  - 車両は一般路線車（大型車）を使用し、行先表示器に「貸切」と表示する。

## 廃止・移管路線
- 立10-1：立川駅北口 → 災害医療センター → 立川市役所 → 立川消防署 → 砂川三番 → 武蔵村山市役所前 → 三ツ藤 → 三ツ藤住宅 → 瑞穂町役場入口 → 箱根ケ崎 → 岩蔵街道入口（平日・土曜運休）
- 立10-2：岩蔵街道入口 → 箱根ケ崎 → 瑞穂町役場入口 → 武蔵村山市役所前 → 砂川三番 → 立川消防署 → 立川市役所 → 災害医療センター → 立川駅北口（平日・土曜運休）

立10-1・10-2は瑞穂営業所担当時代の出入庫路線で、営業所廃止後は停留所名を「岩蔵街道入口」へ変更した上で、両系統とも日曜・休日の1往復のみ運行していた（平日・土曜運休）。2024年（令和6年）8月19日のダイヤ改正で、立12-1へ変更される形で廃止された。
- 立11-3：立川駅北口 - 災害医療センター - 立川消防署 - 砂川三番 - 武蔵村山市役所 - 三ツ藤 - イオンモール

立川駅からイオンモールへ向かう路線だが、武蔵村山市役所から三ツ藤を経由する遠回り経路を取っていた。2021年（令和3年）9月16日のダイヤ改正で立13-1に統合廃止された。
- 立16：立川駅北口 - 災害医療センター東 - 裁判所前 - 立川市役所 - 砂川五差路 - 大山団地東 -（←大山団地西 / 大山団地折返場→）-（東中神駅入口→）- 東中神駅北（東中神駅北循環）

2021年（令和3年）9月16日のダイヤ改正で「もくせいの杜循環」の立19-2・19-3・19-4に代替廃止され、現在は泉町住宅モノレール本社経由での立17が大山団地東始発として早朝1便のみ運行され、立川市役所経由は運行していない。
- 立17-2：立川駅北口 → 災害医療センター東 → 裁判所前 → 泉町住宅モノレール本社 → 砂川五差路 → 大山団地東 → 大山団地折返場 → 西武蔵野 → 東中神駅北口（平日・土曜運休）

2024年（令和6年）現在は朝の時間帯を立川市役所経由の立16-2として運行しているため、往路のみ設定していない。
- 立29：曙バスターミナル → 応現院北門
- 立29：応現院北門 → 立川駅北口
- 立29-1：曙バスターミナル → 応現院
- 立29-1：応現院 → 立川駅北口

2024年（令和6年）2月15日の曙営業所閉鎖により移管されて上水営業所との共同運行となった応現院への直行アクセス路線だが、上水営業所の単独運行となった。
- 立70：立川駅南口 -（直通）- 三井アウトレットパーク

2011年11月19日に三井アウトレットパーク入間への直通路線として新設され、西武バス立川営業所・西武バス小平営業所との共同運行だった。新奥多摩街道から国道16号を経由する関係から立川駅南口発着だったが、新型コロナウイルスの感染拡大による影響などで季節運行化され、2023年（令和5年）1月14日より運行休止中のまま同年12月31日に廃止された。
- 立86（初代）：立川駅南口 - 立川中央病院 - 富士見橋 - 福島 - 宮沢 - 拝島大師 - 拝島操車場（土曜・休日運休）

2024年（令和6年）3月16日のダイヤ改正で、拝12-3と統合され拝島駅まで延伸される形で廃止された。
- 立89（二代）：立川駅北口 → 富士見町 → 西立川 → 福島 → 宮沢 → 田中 → 拝島大師 → 拝島操車場 → 熊川団地 → わかたけ会館 → 熊川駅 → 牛浜駅入口

2018年（平成30年）7月1日の福生営業所の開設によって新設された片道運行の入庫系統だが、2022年（令和4年）9月16日に福生営業所終着へ延伸される形で廃止された。
- 立98：立川駅北口 → 立飛駅 → 応現院 → 泉市民体育館 → 玉川上水駅南口（記載停留所のみ停車）
- 立99：玉川上水駅南口 → 泉市民体育館 → 応現院 → 立飛駅 → 立川駅北口（記載停留所のみ停車）

立川駅と玉川上水駅を応現院経由で結ぶ急行系統。停車停留所は同一だが、経路が一部異なるため系統番号は分けられていた。2024年（令和6年）8月30日に廃止された。
- イオン01：イオンモール - 見晴橋 - 三ツ藤 - 瑞穂町役場入口 - 箱根ケ崎 - 箱根ケ崎駅西口

立13-1（立川駅 - イオンモール - 箱根ケ崎駅）の新設によって箱根ケ崎駅方向が廃止され、土曜に1便が残されていたイオンモール方向も、2024年（令和6年）8月19日のダイヤ改正で廃止された。
- 昭12：昭島駅南口 - 松原工業団地 - 拝島駅 - 福生団地中央（平日運休）

旧・シティバス立川時代に新設されたが利用者が定着せず、最末期は休日に1往復のみの運行となっていた。2021年（令和3年）9月16日のダイヤ改正で廃止された。
- 昭13：昭島駅南口 → 昭島郵便局 → 拝島上水橋 → 堀向 → 美堀町 → 西武立川駅南口 → 西武立川駅入口 → 松中 → 松中団地操車場（土曜・休日運休）

平日の始発1便のみ運行していたが、2024年（令和6年）8月19日のダイヤ改正で廃止された。
- 昭21：昭島駅北口 - つつじヶ丘 - 二の宮台 - 西武立川駅入口 - 松中団地北 - エステート立川 - 伊奈海道南 - 貝塚 - グリーンタウン武蔵村山
- 昭26-2：昭島駅北口 - フォレスト・イン昭和館 - 西武立川駅西 - 立川七中 - 貝塚 - グリーンタウン武蔵村山 - 春名塚

昭21はグリーンタウン武蔵村山での折り返し系統だが折返場は存在せず、春名塚方面へ向かう際に住宅街の中を経由する経路を利用して正方形の形で折り返していた。かつて主力だった立川七中経由は昭島駅と伊奈平地域を一直線で結んでいたがダイヤ改正ごとに立場が入れ替わり、春名塚発着は廃止された。
- 昭27：昭島駅北口 - フォレスト・イン昭和館 - 西武立川駅南口 - エステート立川 - 三ツ藤 - イオンモール
- 昭28：昭島駅北口 - つつじが丘 - 西武立川駅南口

2021年（令和3年）1月16日のダイヤ改正で日中時間帯の昭23を西武立川駅南口経由へ変更させた昭23-2が新設され、代替廃止された。
- 拝12-3：拝島駅 - 内出東 - 拝島操車場

2024年3月16日のダイヤ改正で旧・立86が拝島駅まで延伸されるのに伴い、代替廃止された。
- 拝13：拝島駅 → 徳洲会病院前 → 栗田工業 → 昭島駅北口 → つつじが丘 → 西武立川駅入口 → 松中団地操車場（土曜・休日運休）

拝島駅から松中団地へ向かう路線だがこちらは昭島駅を経由していた。2024年8月19日のダイヤ改正で松中団地方向が廃止された。
- 玉19：玉川上水駅南口 -（直通）- 応現院北門
- 玉19-1：玉川上水駅南口 -（直通）- 応現院

2024年（令和6年）2月15日の曙営業所閉鎖により移管されて上水営業所との共同運行となった応現院へのアクセス路線だが、上水営業所の単独運行となった。
- 玉31：上水営業所 → 柏町一丁目 → 砂川五差路 → 大山団地東 → 大山団地折返場
- 玉31-1：大山団地折返場 → 砂川五差路 → 柏町一丁目 → 玉川上水駅南口

大山団地線の中休を上水営業所で行うための路線だが、新型コロナウイルス感染拡大におけるダイヤ改正で減便の末、廃止された。現在は東中神駅北口（交通広場）発着が設定されているが、系統番号は再利用されなかった。

## 車両
立川バスでは唯一、八王子自動車検査登録事務所管内に所在していることから、所属車両は八王子ナンバーが交付される。そのため、営業所開設時に拝島営業所・上水営業所から転入した車両は多摩ナンバーから変更されたが、瑞穂営業所からの転入車は同じ八王子ナンバーのため変更されていない。また2024年2月の曙営業所閉鎖時の転入車も多摩ナンバーから変更された。
コミュニティバス用の小型車については、各路線の記事を参照。
大型高速観光車として日野・セレガ、中型貸切車として日野・メルファを保有する。高速車のカラーリングはキャラクターバスや復刻塗装を除き、小田急グループ共通カラーを用いる。
2024年には日野・ブルーリボンハイブリッドが投入された。

### キャラクターバス
立川バス公式ホームページに記載されていたキャラクターラッピングバスのうち、「リラックマバス」は三菱エアロスター（F810号車・F832号車）と高速バスの三菱ふそう・エアロエース（2014号車）が在籍する。
また「すみっコぐらしバス」は、2代目車両として三菱エアロスター（F833号車）が在籍するが、初代車両だったF971号車（元M971号車）は、立川バスの標準塗装に戻されて現在も在籍している。
2024年には、比亜迪汽車製の電気バス（大型路線車）BYD・K8が導入され、すみっコぐらしのラッピングを施し、同年3月27日より運行開始した。。